# Robert Loeb

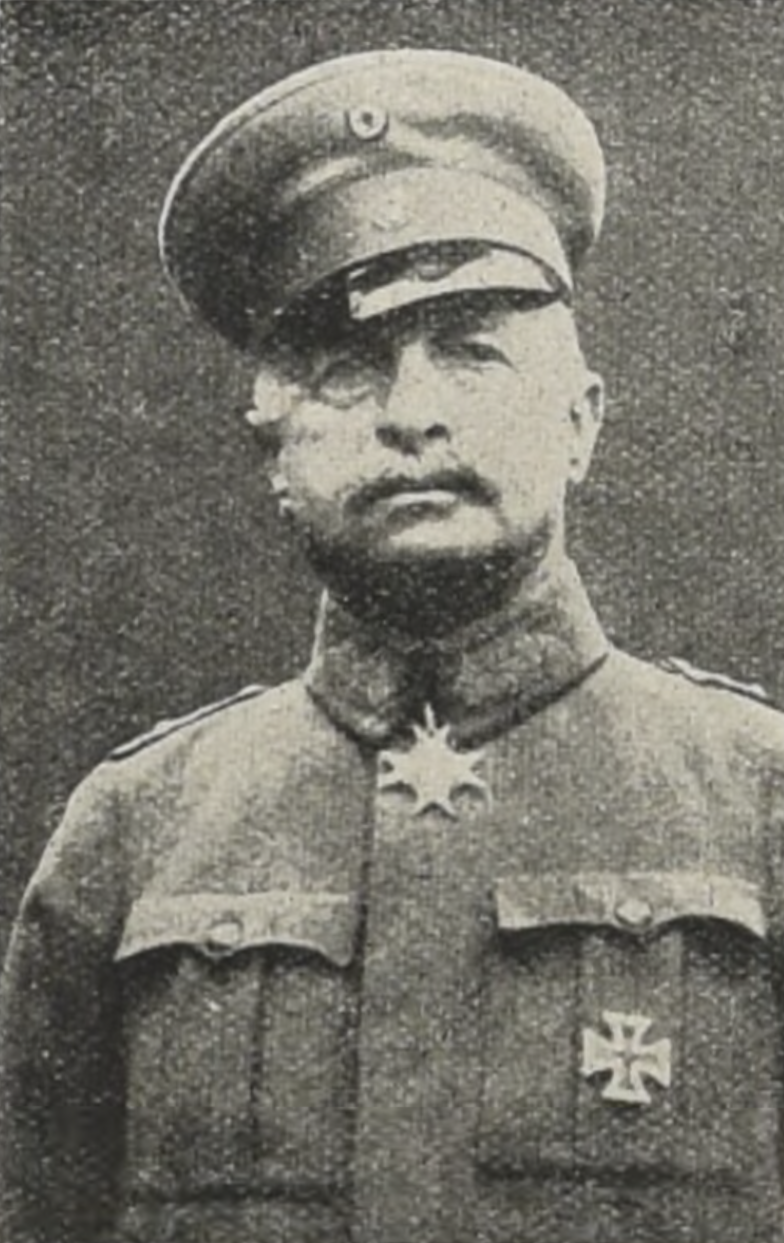
Loeb 1918

Robert Loeb (* 23. Januar 1853 in Kaldenhof, Kreis Hamm; † 26. Januar 1925 ebenda) war ein preußischer General der Kavallerie im Ersten Weltkrieg.

## Leben
Loeb trat im Oktober 1870 als Fahnenjunker in das Königs-Husaren-Regiment (1. Rheinisches) Nr. 7 der Preußischen Armee ein, nahm am Krieg gegen Frankreich teil und wurde mit dem Eisernen Kreuz II. Klasse ausgezeichnet. Er stieg bis Mitte Dezember 1888 zum Rittmeister auf und kommandierte ab März 1889 eine Eskadron. In gleicher Funktion wurde Loeb am 2. Januar 1894 in das Magdeburgische Dragoner-Regiments Nr. 6 in Mainz versetzt. Im Oktober 1898 rückte er in den Stab auf, wurde am 16. Juni 1901 mit der Führung des Regiments beauftragt und schließlich am 27. Januar 1903 zum Kommandeur ernannt. Es folgten die Beförderungen zum Oberstleutnant am 22. März 1903 sowie zum Oberst am 13. Februar 1906. Als solcher erhielt Loeb am 2. Mai 1908 das Kommando über die 8. Kavallerie-Brigade in Halle (Saale) und wurde am 22. März 1910 Generalmajor. In Genehmigung seines Abschiedsgesuches wurde er am 20. Februar 1912 unter Verleihung des Charakters als Generalleutnant mit der gesetzlichen Pension zur Disposition gestellt.
Mit Ausbruch des Ersten Weltkriegs wurde Loeb, obwohl bereits im Ruhestand, als z.D.-Offizier wiederverwendet und Ende Oktober 1914 mit dem Kommando über die 13. Landwehr-Brigade betraut. Diese lag zu diesem Zeitpunkt im östlichen Frontabschnitt des Argonner Waldes. Bei einem am 8. Januar 1915 durchgeführten Angriff gelang es der Brigade den gesamten Bergsattel zwischen Meurisson- und Osson-Grund zu erobern.
Am 20. März 1915 wurde Loeb als Nachfolger des Generalleutnants Ernst Wagner zum Kommandeur der im Verbund mit dem VII. Reserve-Korps stehenden 14. Reserve-Division ernannt. Für den Einsatz seiner Division an der Westfront wurde er im April 1918 mit dem Stern zum Roten Adlerorden II. Klasse mit Eichenlaub und Schwertern sowie am 17. Juni 1918 mit dem Orden Pour le Mérite ausgezeichnet. Noch vor Kriegsende wurde am 1. Oktober 1918 unter Verleihung des Charakters als General der Kavallerie seine Mobilmachungsbestimmung aufgehoben.